# Thuli Madonsela
Thulisile Nomkhosi "Thuli" Madonsela (Johannesburg, 28 de setembre de 1962) és una advocada sud-africana, defensora del poble de Sud-àfrica.
Thuli és filla dels comerciants Bafana i Nomasonto i va créixer a Soweto. Va assistir al Evelyn Baring Institut de Nhlangano a Swazilàndia, d'on la seva família prové. Es va graduar amb un BA en dret a la Universitat de Swazilàndia el 1987, i un LLB de la Universitat del Witwatersrand el 1990. Madonsela és membre normal de la branca de Pretòria del Congrés Nacional Africà (ANC). Durant l'era d'apartheid Madonsela va servir en l'ANC i en el Front Democràtic Unit anti-organització d'apartheid. Creu que aguantant l'oficina política no seria la seva "contribució millor com a ésser humà". El 1994 va declinar la posició de MP a l'ANC. El gener 2014 va ser informada que diverses oficines de l'ANC a Gauteng l'havien proposat com a candidata per a representar l'ANC en l'Assemblea Nacional o una de les legislatures provincials en les eleccions generals de 2014. El seu portaveu va dir que era inconscient del nomenament i que no l'hi hauria acceptat.

## Premis
- 2011 – El Daily Maverick la nomenà la seva Persona sudafricana de l'Any per "servir la seva funció com un ombudsman a l'exercici de poder executiu amb compromís a veritat".[11]
- 2014 –La revista TIme la va anomenar una de les 100 persones més influents en el món en la categoria de Dirigents i la va descriure com una "un inspirational exemple" de quina necessitat d'agents públics africans".[12]
- 2014 – revista Glamour – Dona coratge de l'any.[13]
- 2014 – ANN7 sud-africà de l'Any[14][15]
- 2014 – Transparència Premi d'Integritat Internacional[16]

## Publicacions
- Madonsela, Thuli «Beyond Putting Women on the Agenda». Agenda, 11, 24, 1995, pàg. 27–38.
- Madonsela, Thuli. «A fair deal for the woman worker?». A: The Constitution of South Africa from a gender perspective.  Cape Town: Community Law Centre at the University of the Western Cape in association with David Philip, 1995. ISBN 9780620196567.
- Maluleke, Mikateko Joyce; Madonsela, Thuli. Women and the law in South Africa: Gender equality jurisprudence in landmark court decisions.  Department of Justice and Constitutional Development, 2004. Arxivat 2014-09-04 a Wayback Machine.
- Madonsela, Thuli «Corruption». Quarterly roundtable. Helen Suzman Foundation [Johannesburg], 24, 9-2012, pàg. 8–13. Arxivat de l'original el 2014-09-04 [Consulta: 8 febrer 2015]. Arxivat 2014-09-04 a Wayback Machine.
- Madonsela, Thuli. Secure in Comfort.  Public Protector South Africa, 19 març 2014. ISBN 9781920692155 [Consulta: 8 febrer 2015]. Arxivat 2015-04-26 a Wayback Machine.